# César Lolohéa
César Lolohéa Ngalo-Manuotalaha Zéoula (Dumbéa, 29 agosto 1989) è un calciatore francese, centrocampista dello Chauvigny e della nazionale neocaledoniana.

## Caratteristiche tecniche
Trequartista, può giocare anche come ala.

## Carriera

### Club
Comincia a giocare in Nuova Caledonia, al Lito. Nel 2010 passa al Le Mons-Dore. Nel 2011, dopo una breve esperienza al Magenta, si trasferisce in Francia, al Laval. Gioca anche con la seconda squadra. Il 26 gennaio 2017 viene ceduto in prestito al Créteil-Lusitanos. Al termine della stagione torna al Laval.

### Nazionale
Ha debuttato in nazionale il 24 settembre 2008, in Tahiti-Nuova Caledonia (0-1). Ha messo a segno la sua prima rete con la maglia della nazionale il 30 settembre 2008, in Nuova Caledonia-Martinica (1-1). Ha messo a segno la sua prima doppietta con la maglia della nazionale il 16 ottobre 2012, in Nuova Caledonia-Isole Salomone (5-0), in cui ha siglato la rete del momentaneo 4-0 su assist di Emile Béaruné e la rete del definitivo 5-0 su assist di Georges Béaruné. Ha partecipato, con la nazionale, alla Coppa delle nazioni oceaniane 2016.